# Centraal Comité van de Poolse Verenigde Arbeiderspartij

Logo van de PZPR

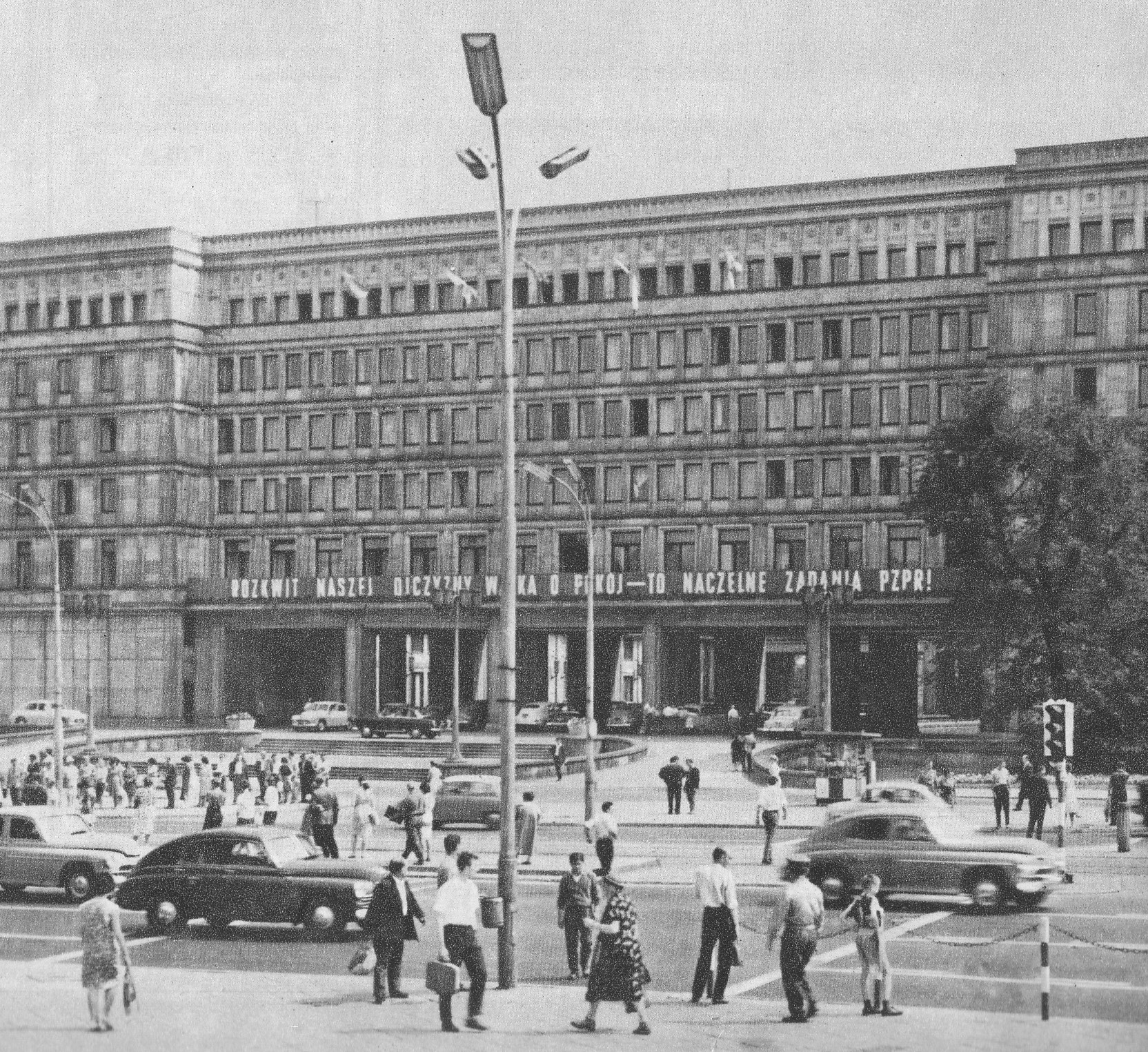
Het hoofdkwartier van het Centraal Comité in Warschau

Het Centraal Comité van de Poolse Verenigde Arbeiderspartij (Pools: Komitet Centralny Polskiej Zjednoczonej Partii Robotniczej, KC PZPR) was het door het Partijcongres gekozen hoogste bestuursorgaan van de PZPR. Het Centraal Comité, dat zowel uit stemhebbende als kandidaatleden bestond, bestuurde de partij tussen twee congressen in en kwam gewoonlijk eens in de vier maanden bijeen. Het dagelijks bestuur van de communistische partij lag in handen van het Politbureau, dat wekelijks vergaderde. Het Centraal Comité telde meer dan 200 leden. De eerste secretaris van de Poolse Verenigde Arbeiderspartij was de partijleider en daarmee de machtigste man van de Volksrepubliek Polen.